# 이치모리 준
이치모리 준(일본어: 一森 純, 1991년 7월 2일 ~ )는 일본의 축구 선수이다.

## 구단 경력
그는 2015년부터 J리그의 레노파 야마구치 FC, 파지아노 오카야마, 감바 오사카, 요코하마 F. 마리노스에서 뛰었다.